# Cornel Oțelea
Cornel Oțelea, né le 19 novembre 1940 à Șeica Mare et mort le 22 janvier 2025,, est un joueur et entraîneur roumain de handball.
Il est notamment le premier joueur à avoir remporté trois Championnats du monde,, en 1961, 1964 et 1970, auxquels on peut ajouter une médaille d'argent au  Championnat du monde à onze 1959 et une médaille de bronze au Championnat du monde 1967.
Son club de toujours est le Steaua Bucarest avec lequel il a successivement eu le rôle de joueur (pendant 12 ans), d'entraîneur (pendant 12 ans) et de président (pendant 7 ans).

## Biographie

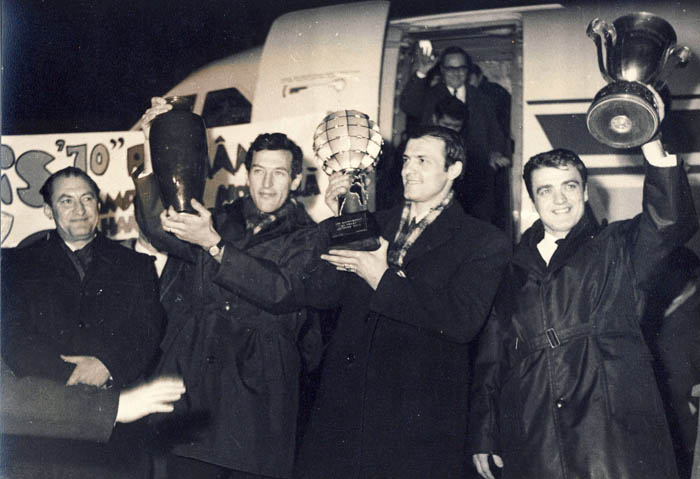
Cornel Oțelea (à droite) aux côtés de Gruia et de Penu, au retour en Roumanie après la victoire au Championnat du monde 1970.

## Palmarès

### En équipe nationale
Championnats du monde à 7
- Médaillé d'or au Championnat du monde 1961,  Allemagne de l'Ouest
- Médaillé d'or au Championnat du monde 1964,  Tchécoslovaquie
- Médaillé d'or au Championnat du monde 1970,  France
- Médaillé de bronze au Championnat du monde 1967,  Suède

Championnat du monde à 11
- Médaillé d'argent au  Championnat du monde à onze 1959

Championnat du monde universitaire (en)
- Médaillé de bronze au Championnat du monde universitaire 1963 (en)

### En club
- Coupe d'Europe des clubs champions
  - Vainqueur (1) : 1968
- Championnat de Roumanie à 11
  - Vainqueur (1) : 1961[réf. souhaitée]
- Championnat de Roumanie à 7
  - Vainqueur (5) : 1963, 1967, 1968, 1969, 1970
  - Vice-champion (4) : 1962, 1964, 1965, 1966

### Entraîneur
- Coupe d'Europe des clubs champions
  - Vainqueur (1) : 1977
  - Finaliste (1) : 1971
- Championnat de Roumanie
  - Vainqueur (10) : 1971, 1972, 1973, 1974, 1975, 1976, 1977, 1979, 1980, 1981
  - Vice-champion (1) : 1978
- Coupe de Roumanie
  - Vainqueur (1) : 1981
  - Finaliste (3) : 1978, 1979, 1982

### Sélectionneur
- Médaille de bronze au Championnat du monde 1990,  Tchécoslovaquie